# St. Johannes der Täufer (Rott)

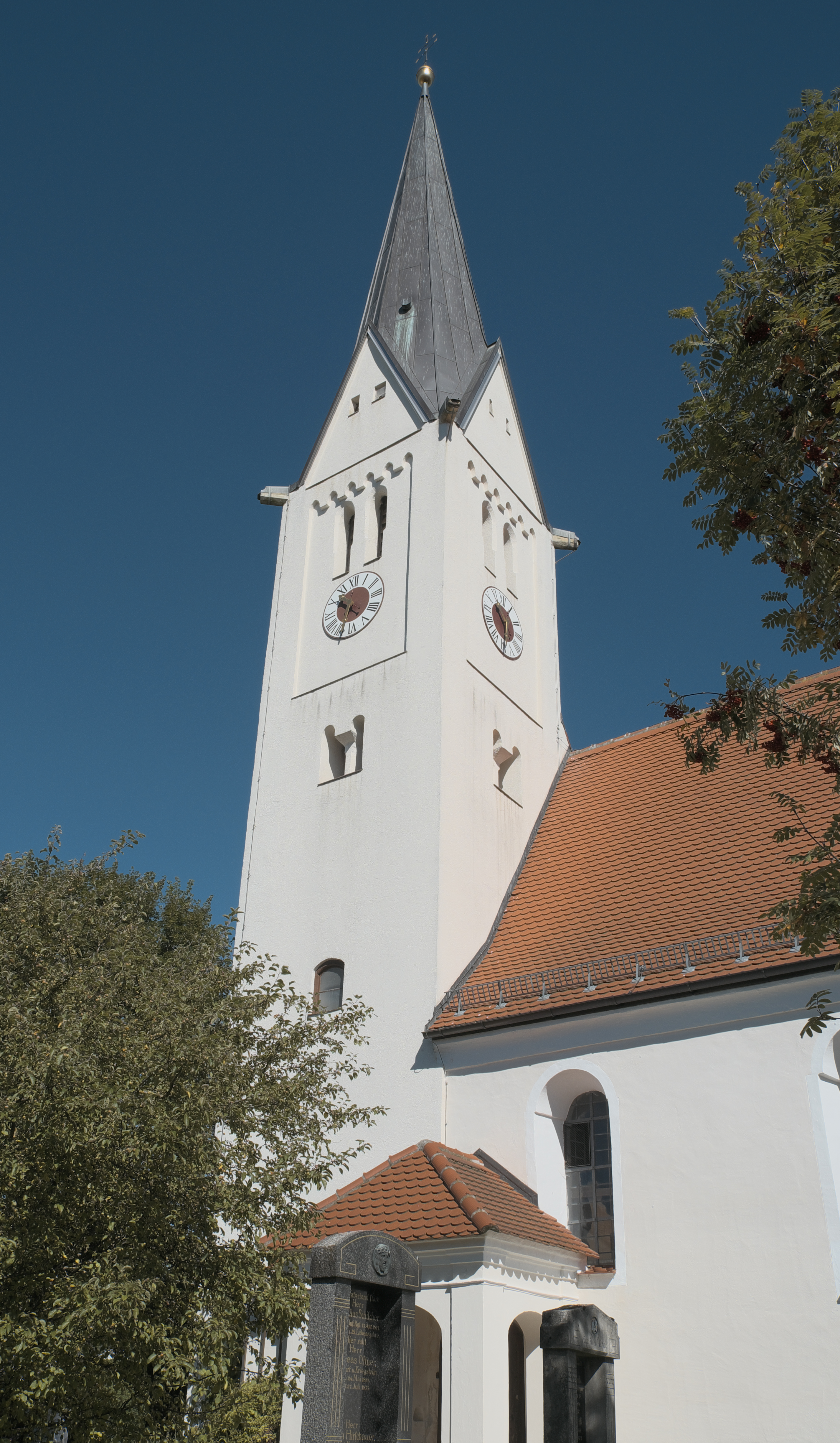
Alte Pfarrkirche St. Johannes der Täufer

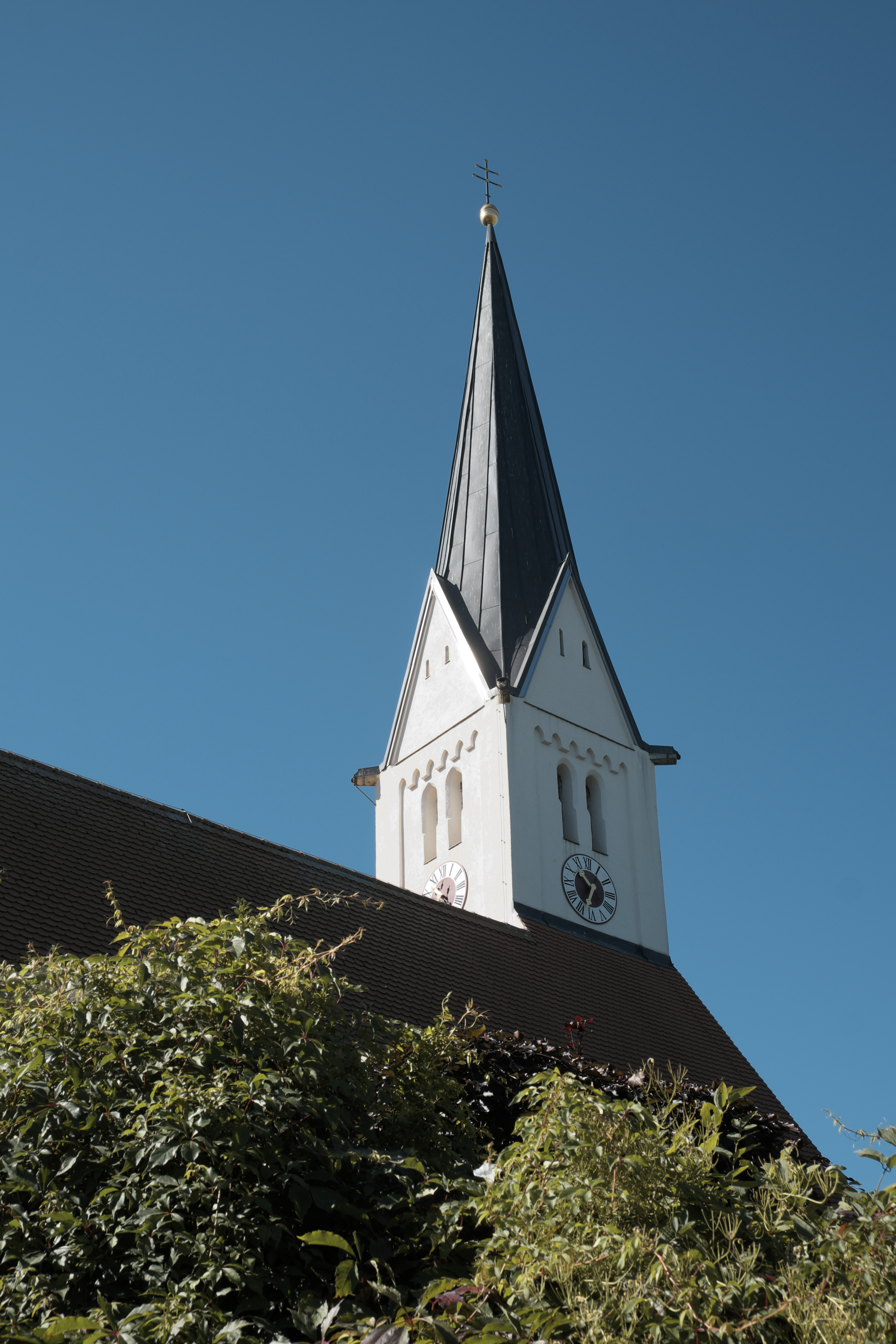
Turm

Die katholische Kirche St. Johannes der Täufer in Rott, einer Gemeinde im oberbayerischen Landkreis Landsberg am Lech, war ursprünglich die Pfarrkirche und wurde in dieser Funktion durch die 1965 geweihte neue Pfarrkirche Heilige Familie abgelöst. Die Johannes dem Täufer geweihte Kirche wurde im 15. Jahrhundert im Stil der Gotik errichtet und im 18. Jahrhundert im Stil des Rokoko ausgestaltet. Der Stuckdekor wurde von Johann Michael Merk, einem in Rott ansässigen Stuckateur, ausgeführt. Die Fresken schuf der aus Lechmühlen, einem Ortsteil der Gemeinde Fuchstal, stammende Maler Johann Baptist Baader, der auch unter dem Namen „Lechhansl“ bekannt ist.

## Geschichte
Das Patrozinium Johannes des Täufers lässt auf eine frühe Taufkirche aus der Zeit der Christianisierung der Region schließen. Möglicherweise gab es bereits im 8. Jahrhundert noch vor der Gründung des Klosters Wessobrunn in Rott eine sogenannte Urpfarrei. Die erste Pfarrkirche könnte ein Holzbau gewesen sein. Um 1140 ist mit Adalbert von Rott der erste Name eines Pfarrers belegt. 1226 wurde die Pfarrei Rott dem Wessobrunner Kloster inkorporiert und bis zur Säkularisation im Jahr 1803 von diesem seelsorgerisch betreut. Erst nach der Aufhebung des Klosters Wessobrunn wurde Rott wieder eine eigenständige Pfarrei.
Von 1724 bis 1727 wurde die baufällig gewordene Kirche unter dem Abt Thassilo Boelzl erweitert und im Stil des Barock umgestaltet. Unter dem Abt Engelbert Goggl, dessen Wappen am Chorbogen angebracht ist, erhielt die Kirche ihre Ausgestaltung im Stil des Rokoko.

## Architektur

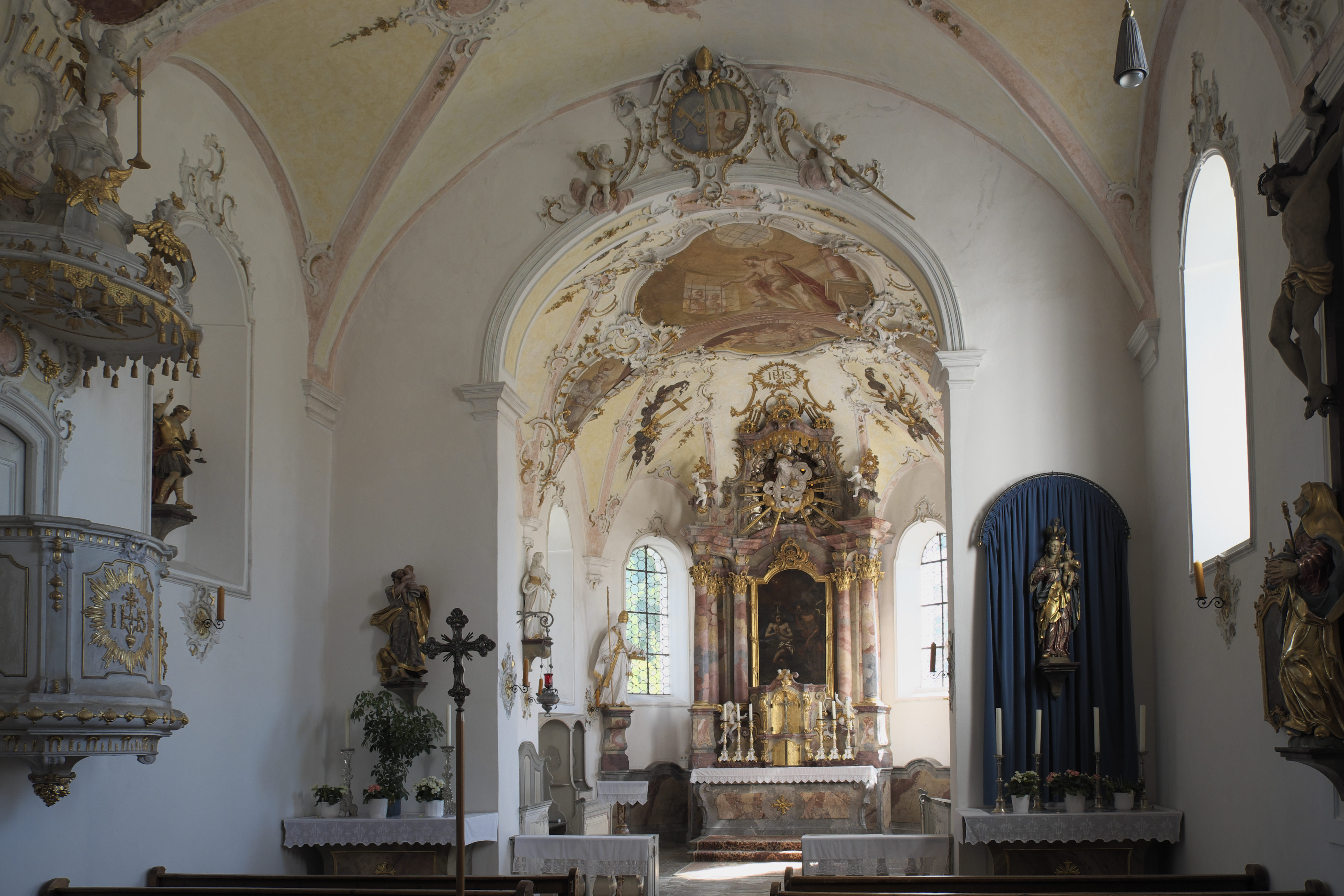
Innenraum

### Außenbau
Als ältester Gebäudeteil ist der Westturm erhalten, der in seinem unteren Bereich bis zur Höhe der gekuppelten Klangarkaden romanische Elemente aufweist und um 1200 datiert wird. Das obere, mit einem Spitzhelm bekrönte Geschoss entstand vermutlich im Zuge des Kirchenbaus des 15. Jahrhunderts. Es ist auf allen vier Seiten von je zwei, leicht zugespitzten Schallöffnungen durchbrochen, die in ein rechteckiges Blendfeld mit Spitzbogenfriesen eingeschnitten sind.

### Innenraum
Die Kirche ist ein Saalbau mit einem stark eingezogenen, fünfseitig geschlossenen Chor. Chor und Langhaus werden von Stichkappentonnen gedeckt. Den westlichen Abschluss des Langhauses bildet eine Empore, auf der die Orgel untergebracht ist. Sie wurde von Georg Beer (II) erbaut und verfügt über 7 Register auf einem Manual und Pedal.

## Stuck

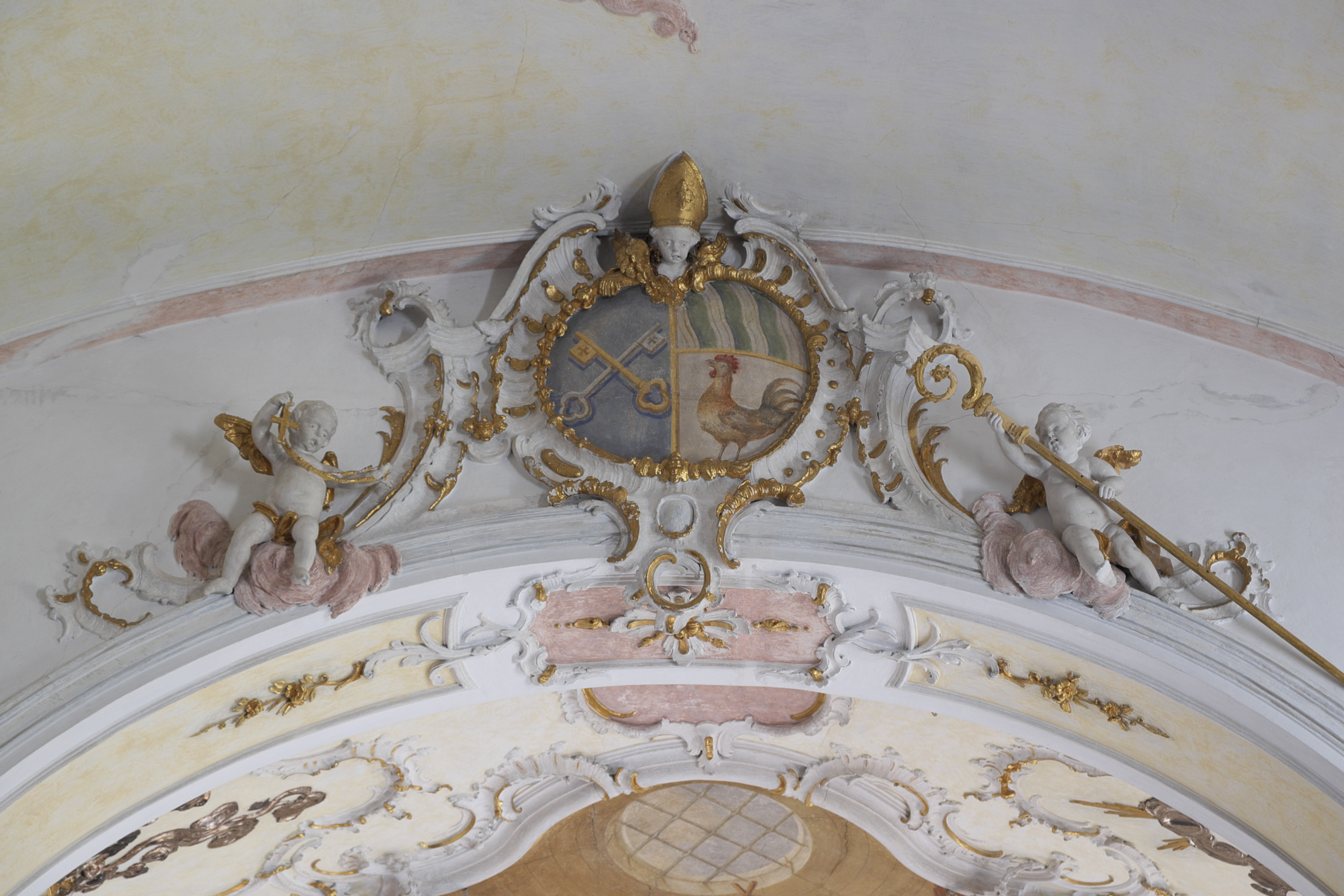
Wappen von Engelbert Goggl

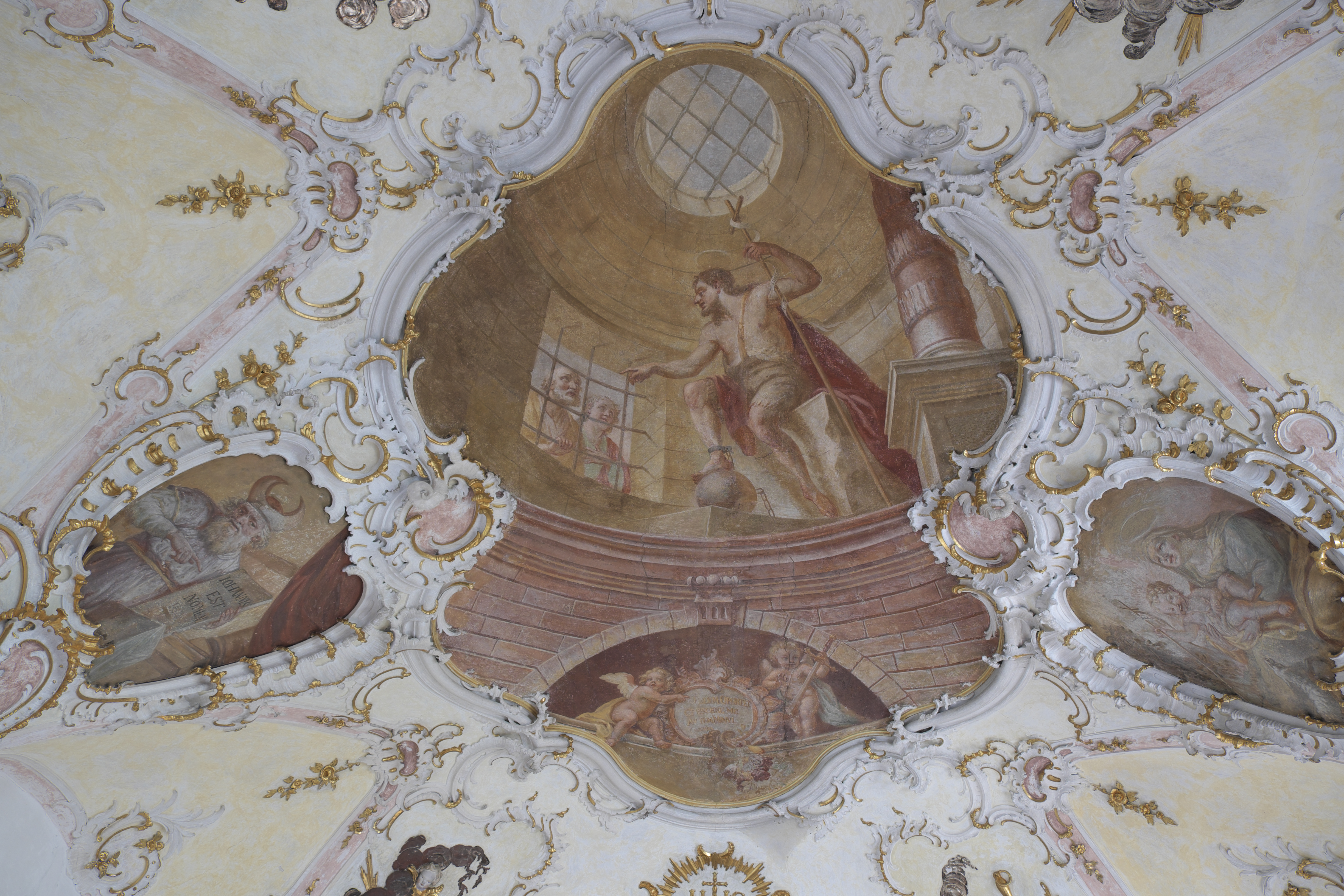
Johannes im Kerker

In einer Stuckkartusche am Chorbogen sieht man das Wappen des Wessobrunner Abtes Engelbert Goggl mit den Petrusschlüsseln und einem Hahn als Anspielung auf seinen Namen. Zwei Engelsputten umgeben das Wappen, der linke hält eine Kette mit einem Kreuz, der rechte den Abtsstab. Eine vergoldete Engelsbüste über dem Wappen trägt die Mitra auf dem Haupt.
Die Gewölbezwickel des Chors sind mit Wolkenfeldern verziert, in denen Engelsköpfe und die Symbole der christlichen Tugenden eingebettet sind. Der Glaube ist durch das Kreuz symbolisiert, die Hoffnung durch den Anker und die Liebe durch das Herz. Eine weitere Tugend, die Frömmigkeit, wird durch ein Weihrauchfass auf einem Buch symbolisiert.
Die kleineren Freskenmalereien im Chor und im Langhaus rahmen Rocaillekartuschen, die großen Deckenbilder sind von Stuckrahmen umgeben. Diese Arbeiten stammen von Johann Georg Merck, dem Hofstuckateur von Friederich dem Großen, nachdem er wieder in seine Heimat zurückkehrt war.

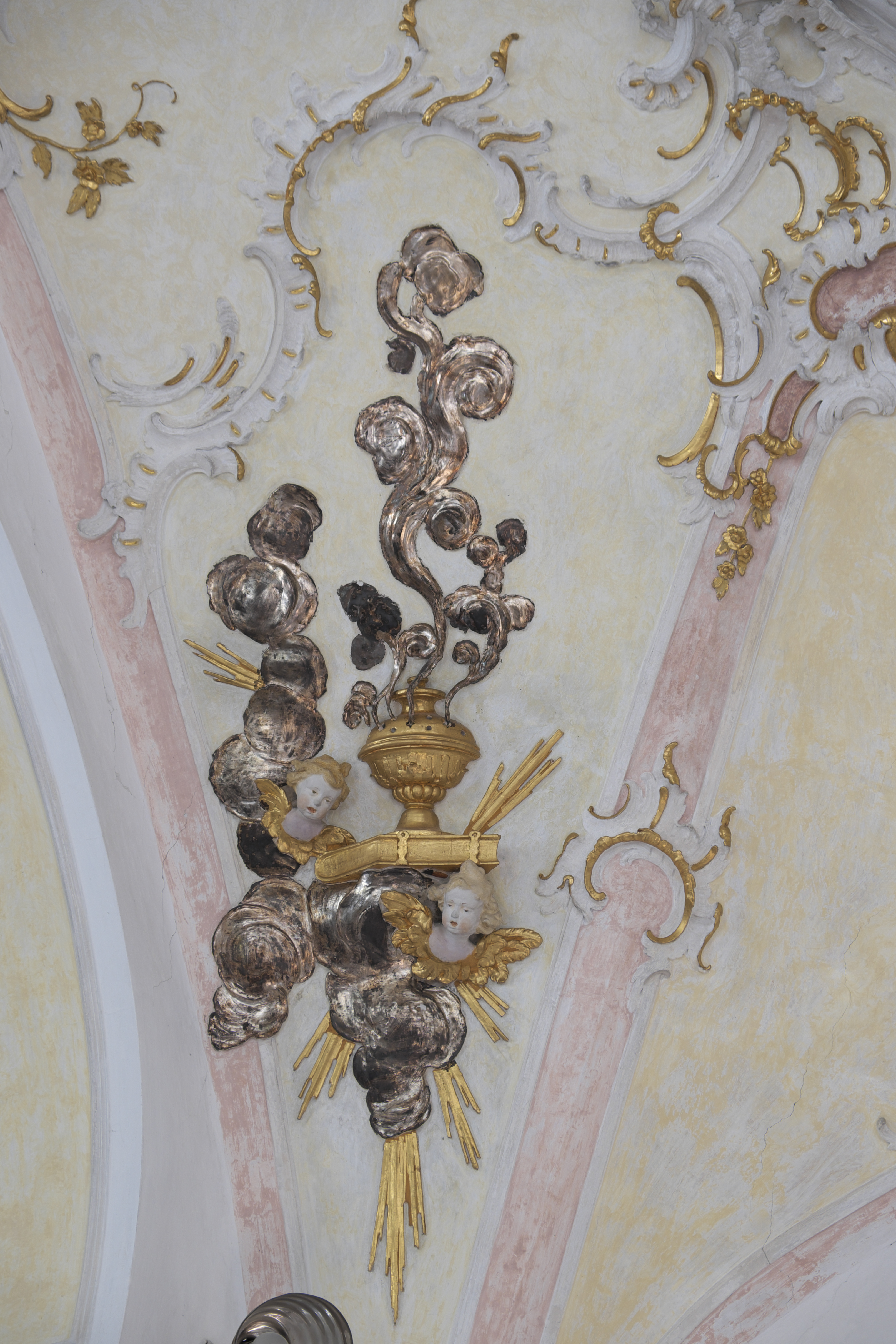
Weihrauchfass
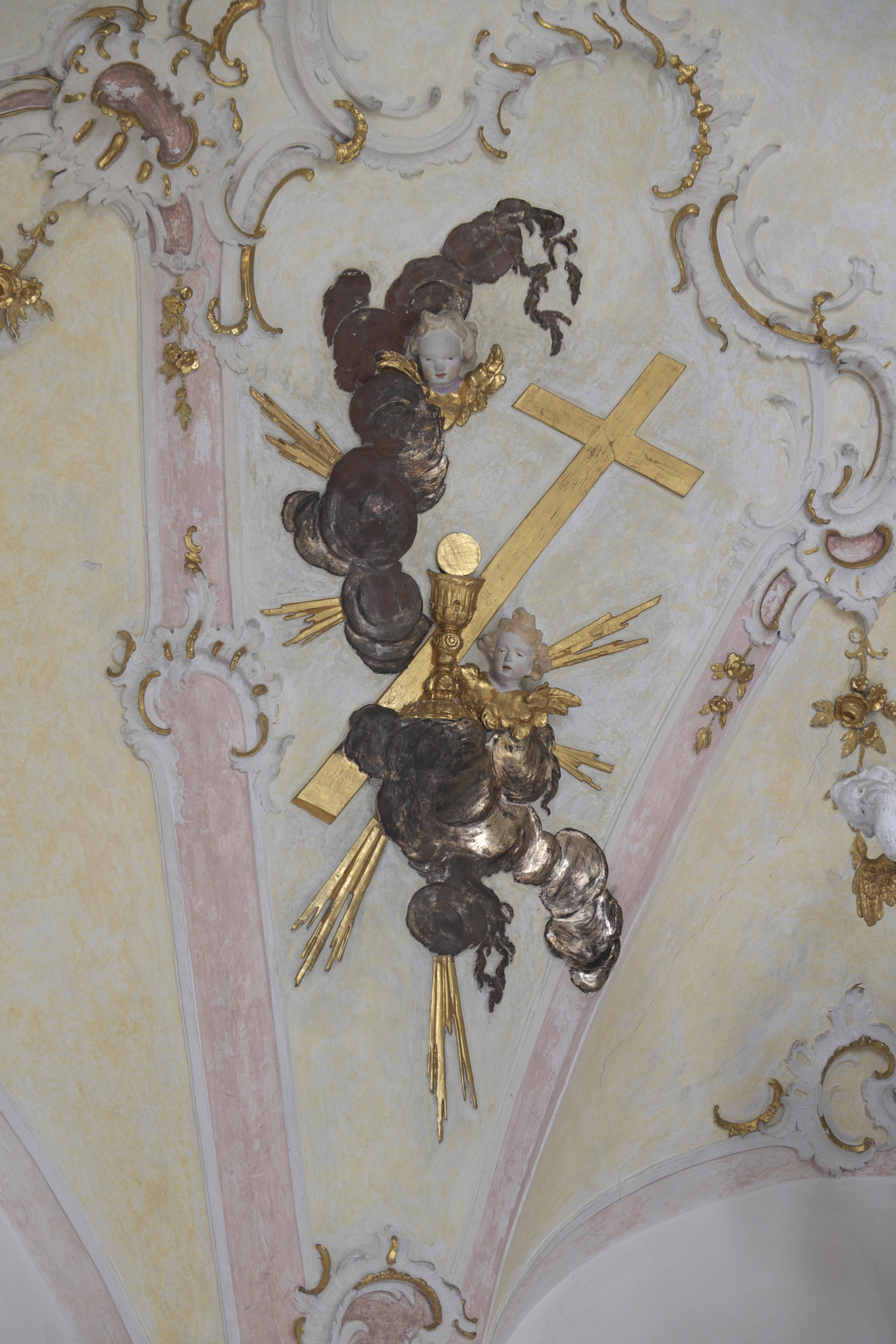
Kreuz
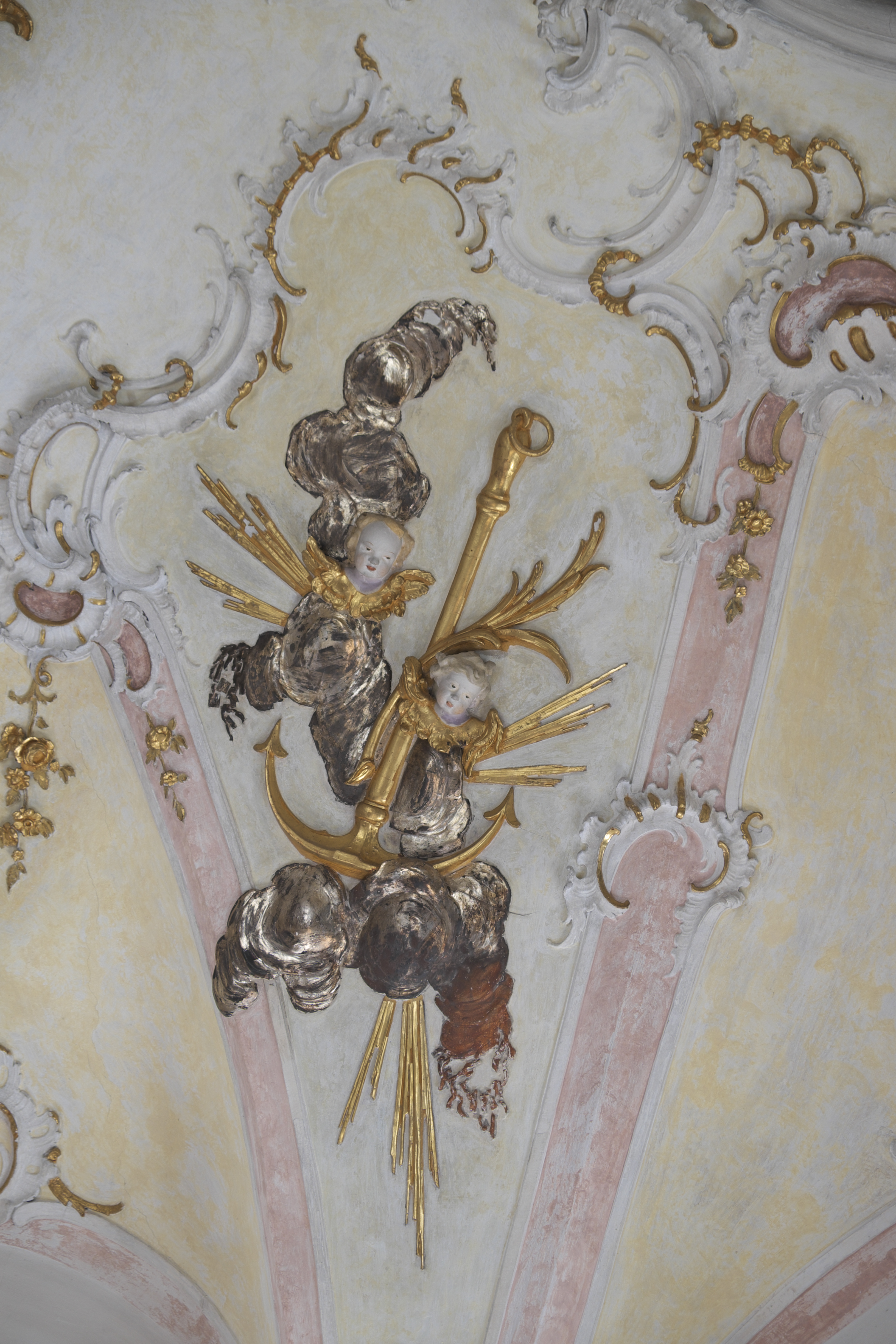
Anker
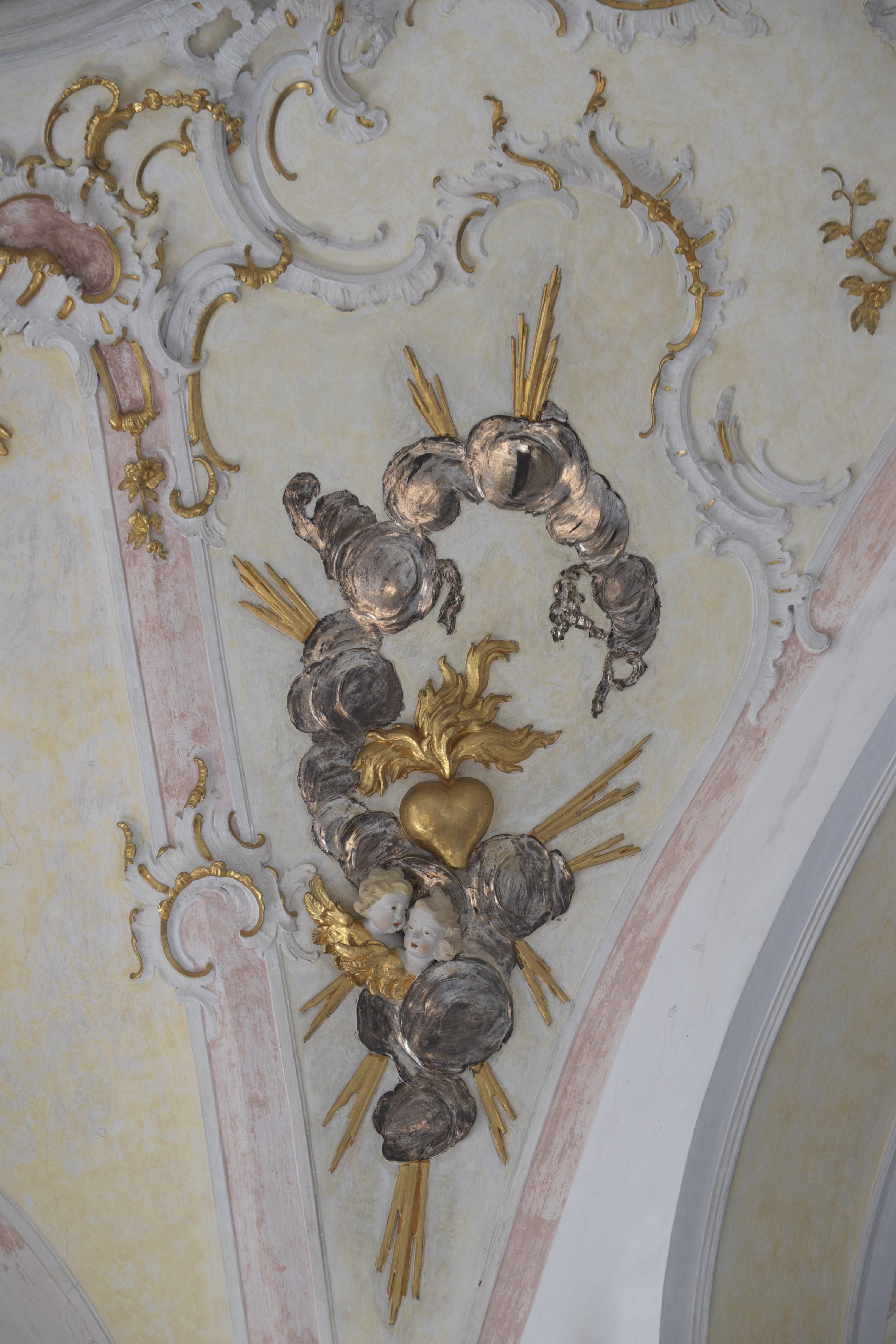
Herz

## Deckenfresken

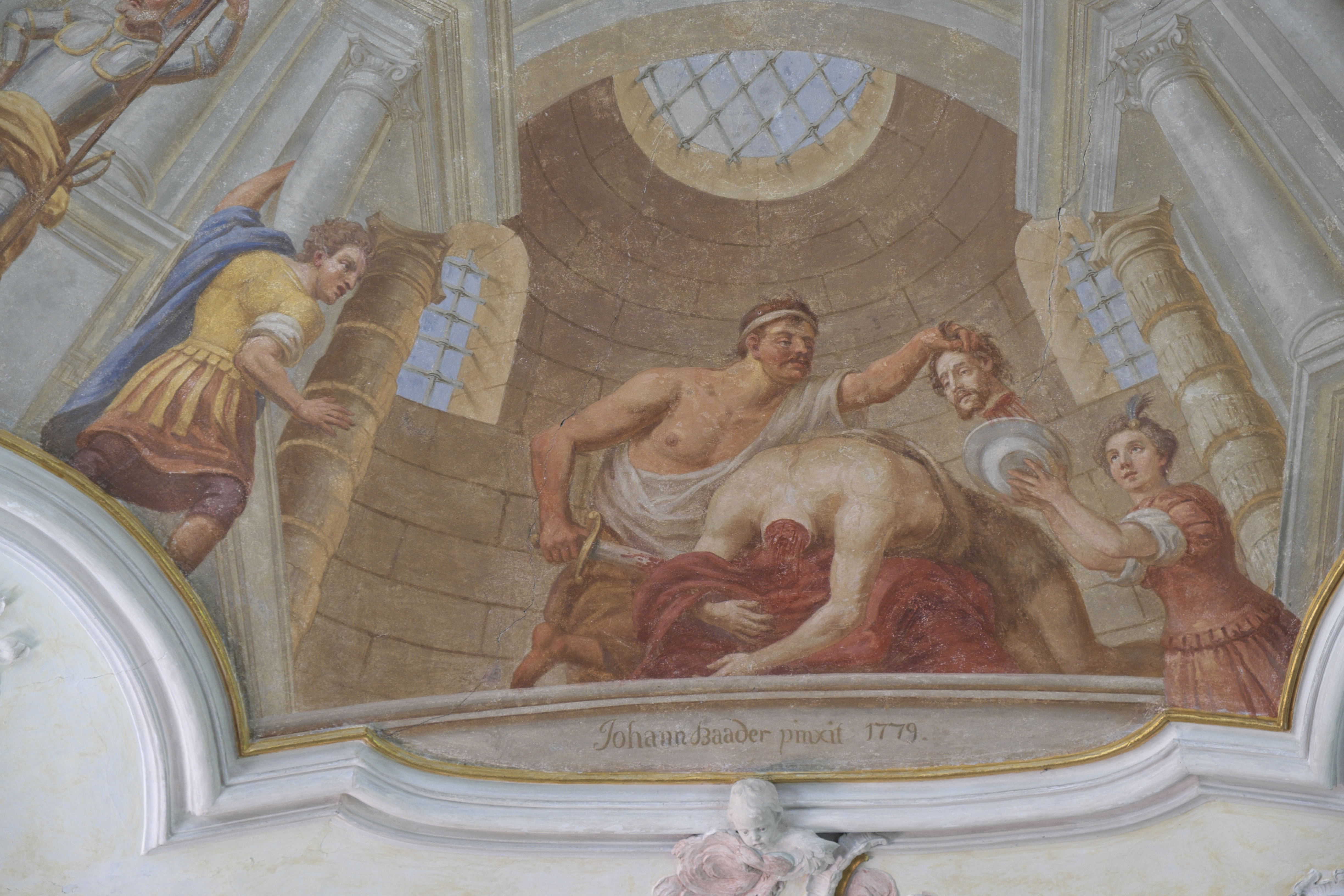
Signatur von Johann Baptist Baader

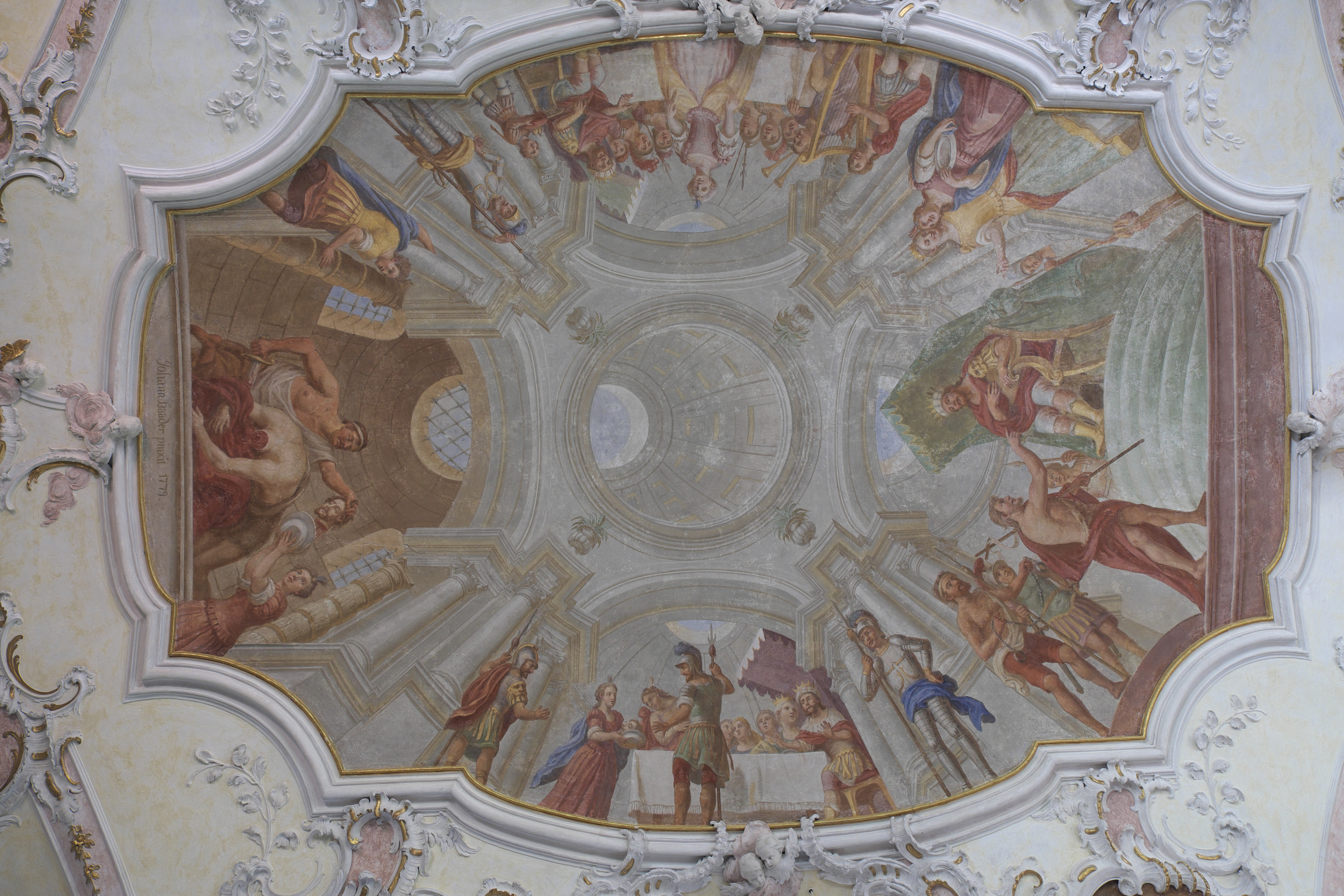
Langhausfresko

Die Deckenfresken sind Johannes dem Täufer, dem Schutzpatron der Kirche, gewidmet. Das Chorfresko zeigt Johannes im Kerker, auf den kleineren seitlichen Medaillons ist rechts
Johannes als Kind mit seiner Mutter Elisabeth dargestellt und links sein Vater Zacharias, der den Namen seines Sohnes auf eine Tafel schreibt.
Auf dem großen Fresko im Langhaus sieht man die Szenen Johannes vor Herodes, den Tanz der Salomé, die Enthauptung des Johannes und Salomé, die das Haupt des Johannes auf einer Schale präsentiert. Unter der Enthauptungsszene kann man die Signatur des Malers „Johann Baader pinxit 1779“ lesen.

Auf den Bildern in den Stuckkartuschen am Gewölbeansatz sind die Evangelisten mit ihren Symbolen zu erkennen, Matthäus mit dem geflügelten Menschen, Markus mit dem Löwen, Johannes mit dem Adler und Lukas, der die Madonna malt, mit dem Stier.

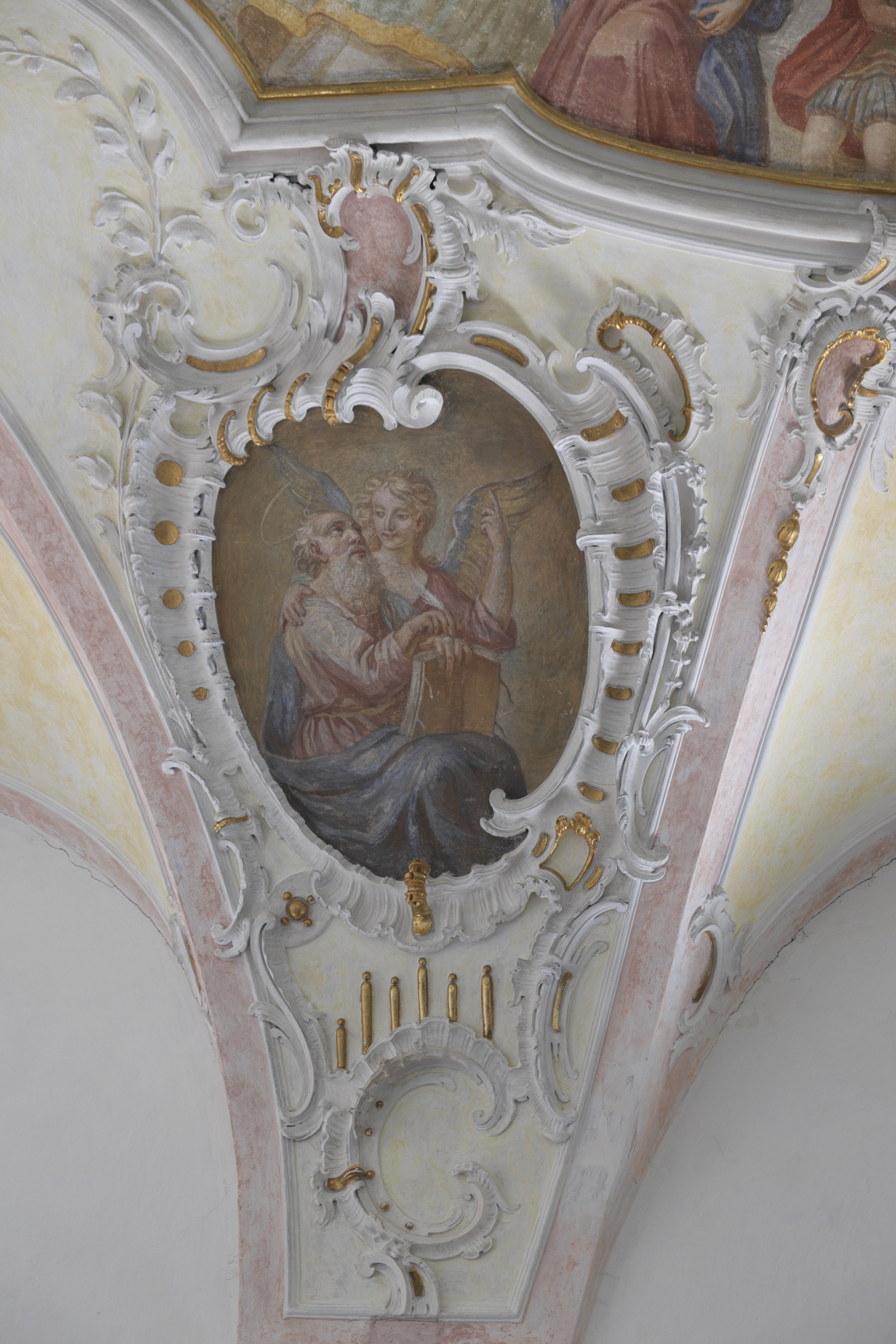
Matthäus
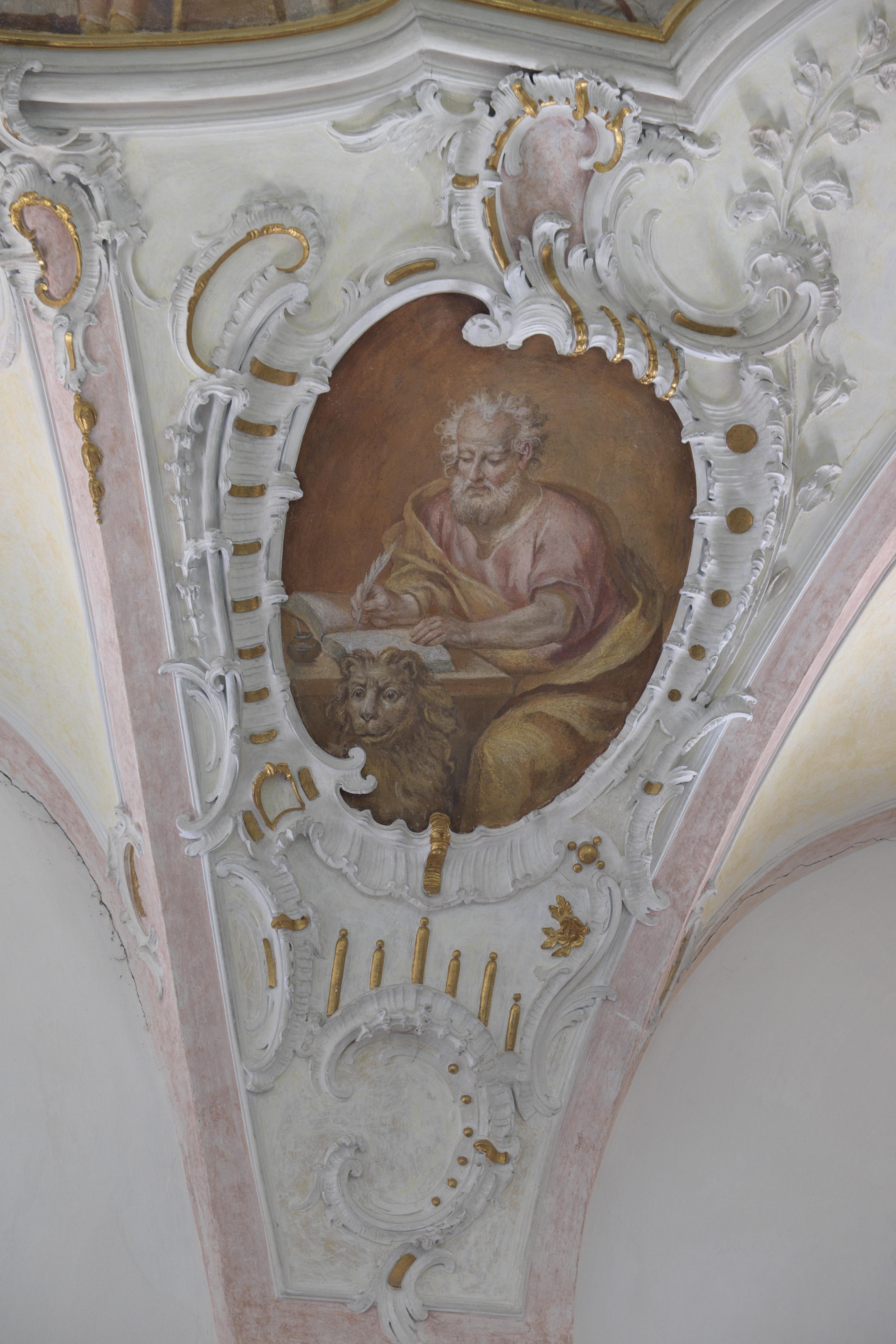
Markus
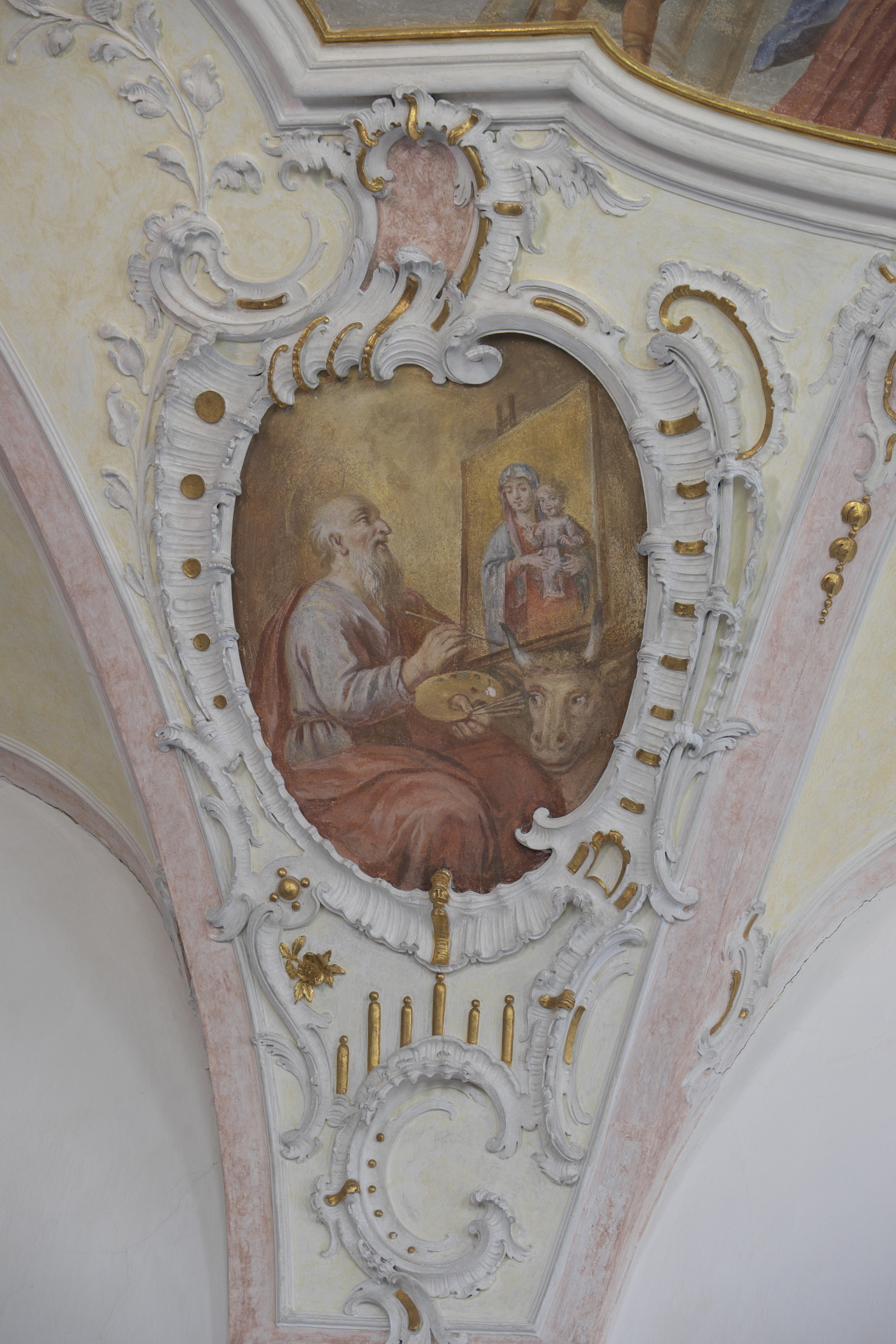
Lukas
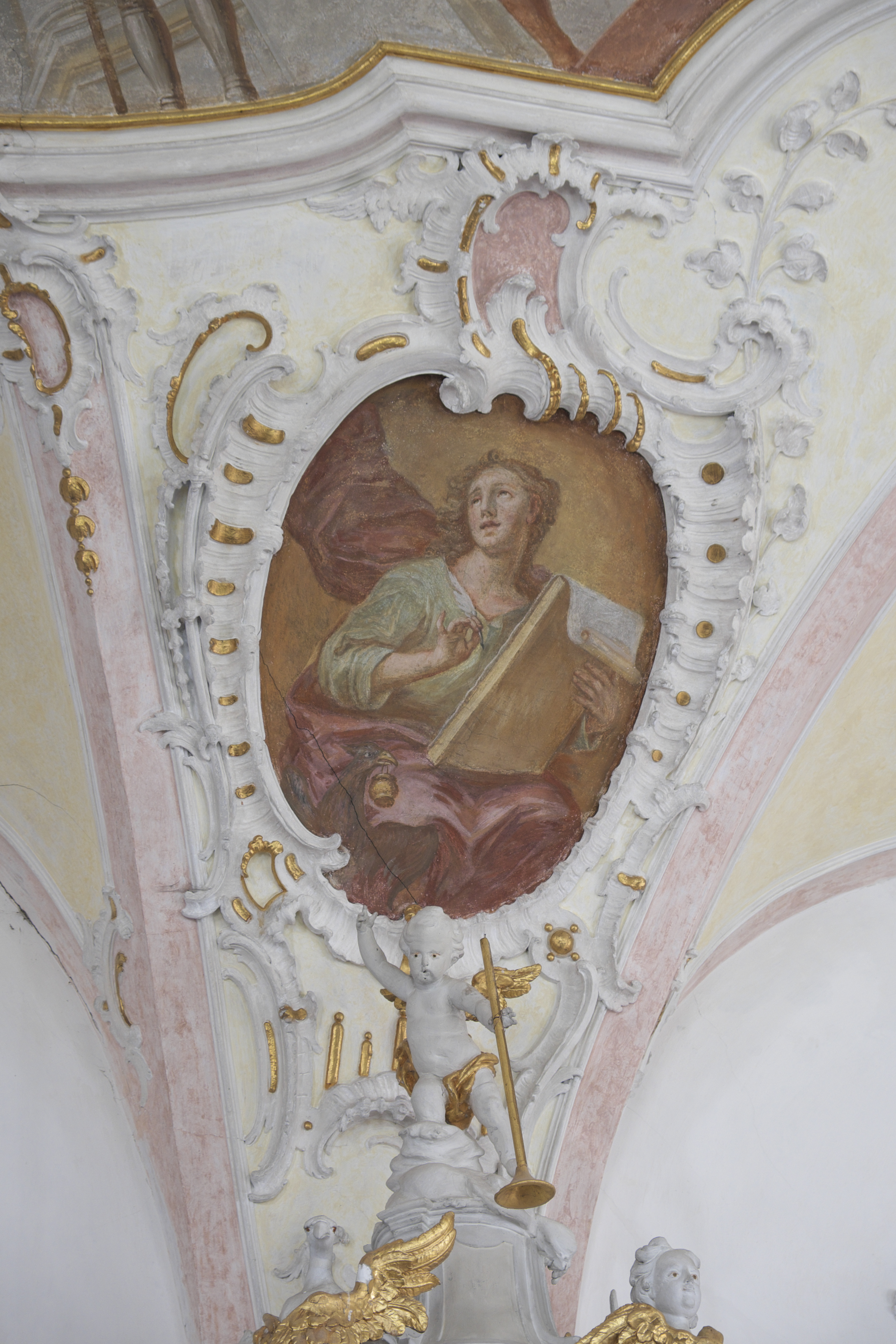
Johannes

## Ausstattung
- Das Altarblatt des viersäuligen Hochaltars weist eine Darstellung der Taufe Jesu auf.
- Die in Polierweiß gefassten Figuren an den Wänden stellen den heiligen Ulrich dar, den Patron des Bistums Augsburg, zu dem die Pfarrei Rott gehört, den Papst Urban, die heilige Katharina, zu deren Füßen ihr Attribut, das Rad, zu erkennen ist, die heilige Barbara mit dem Schwert, den heiligen Blasius und einen weiteren Bischof. Die Skulpturen wurden zwischen 1750 und 1770 von Franz Xaver Schmädl geschaffen.

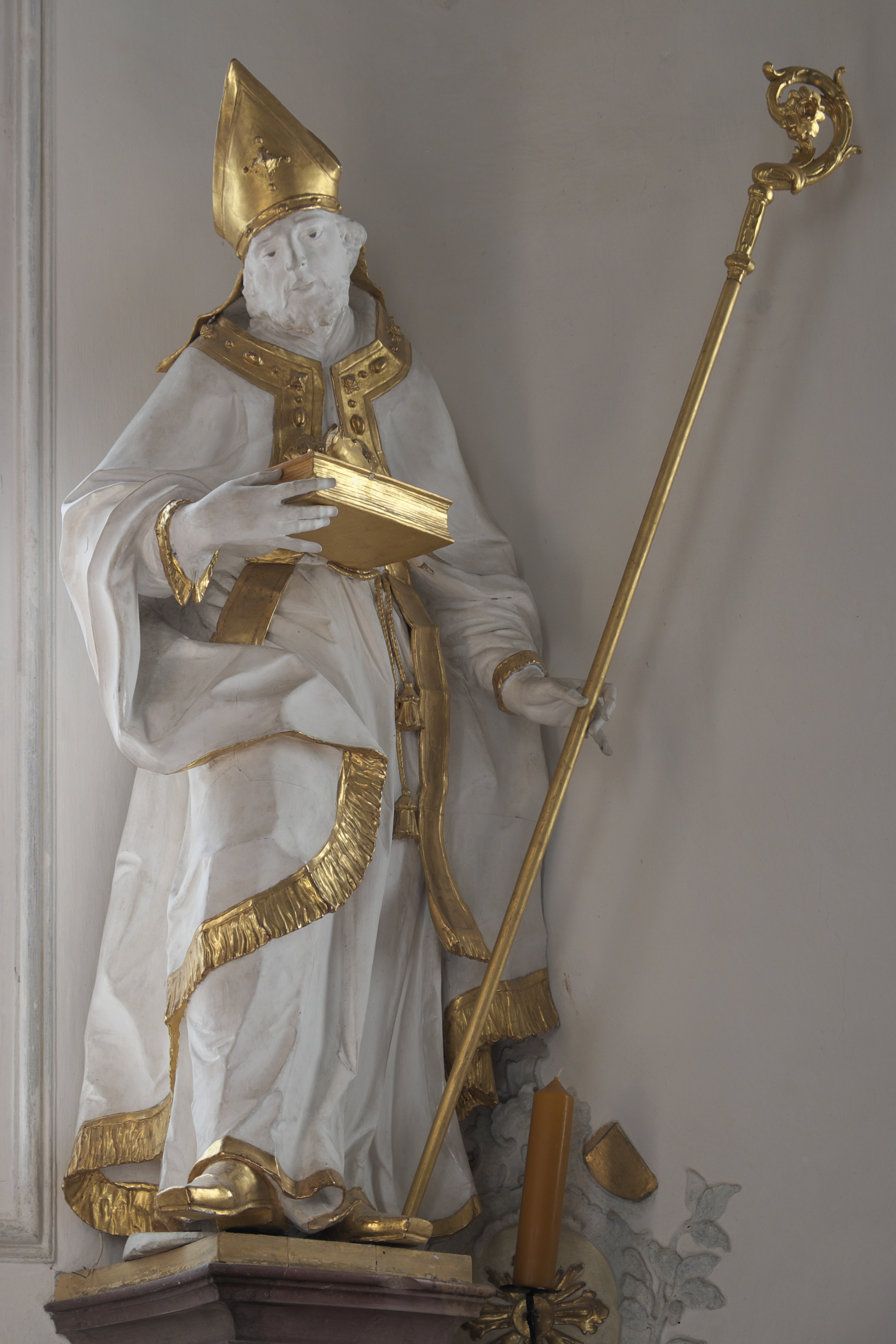
Heiliger Ulrich
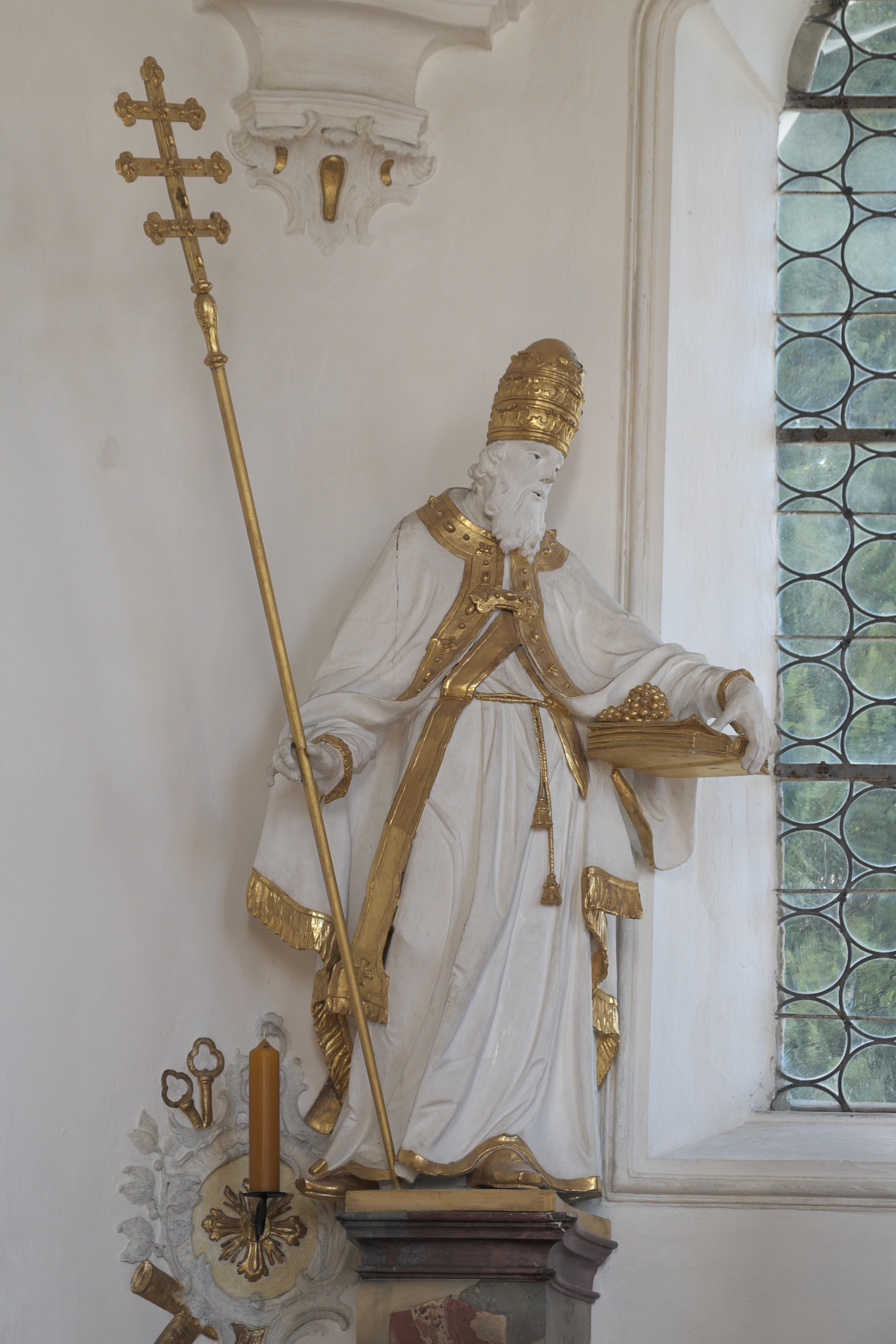
Papst Urban
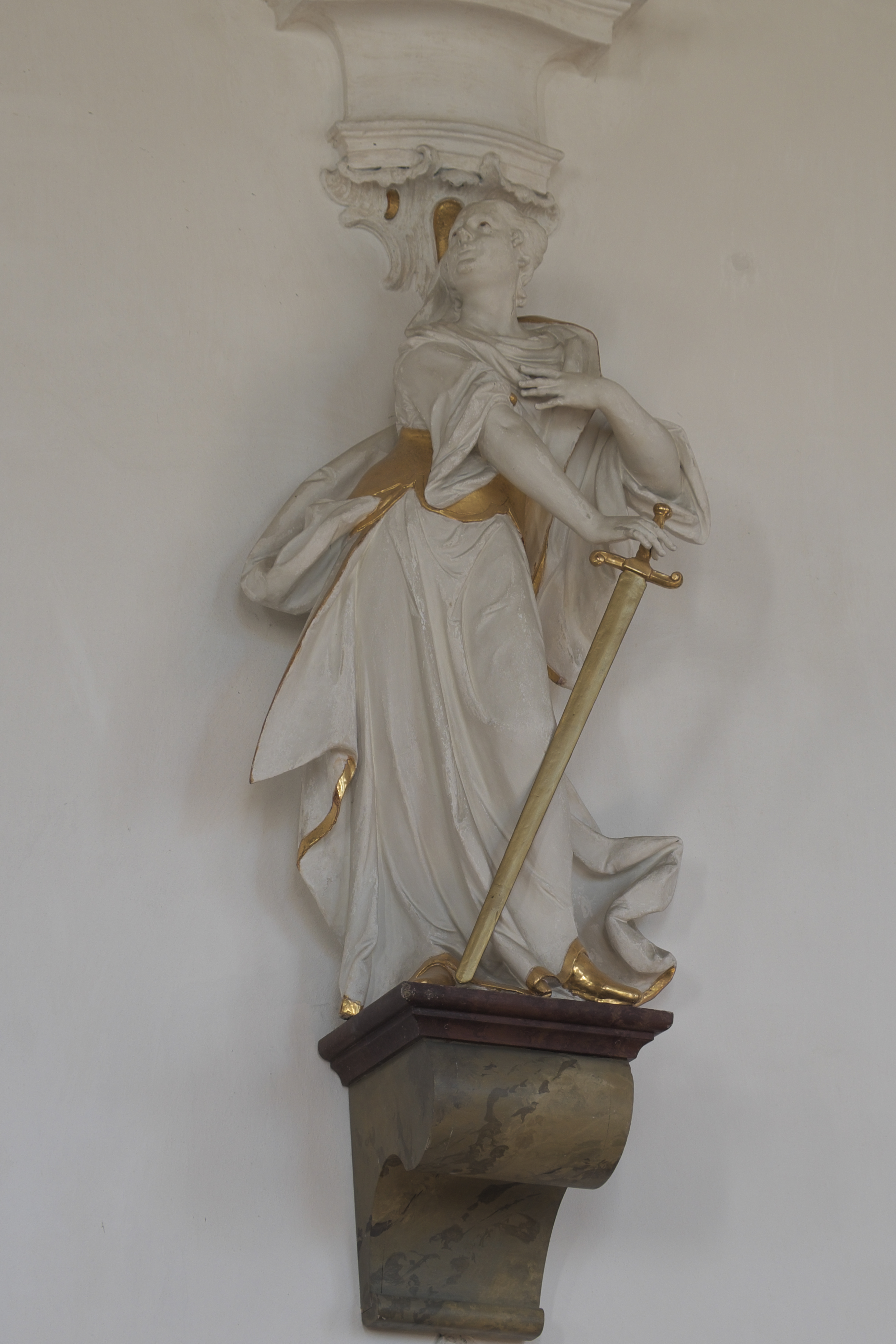
Heilige Barbara
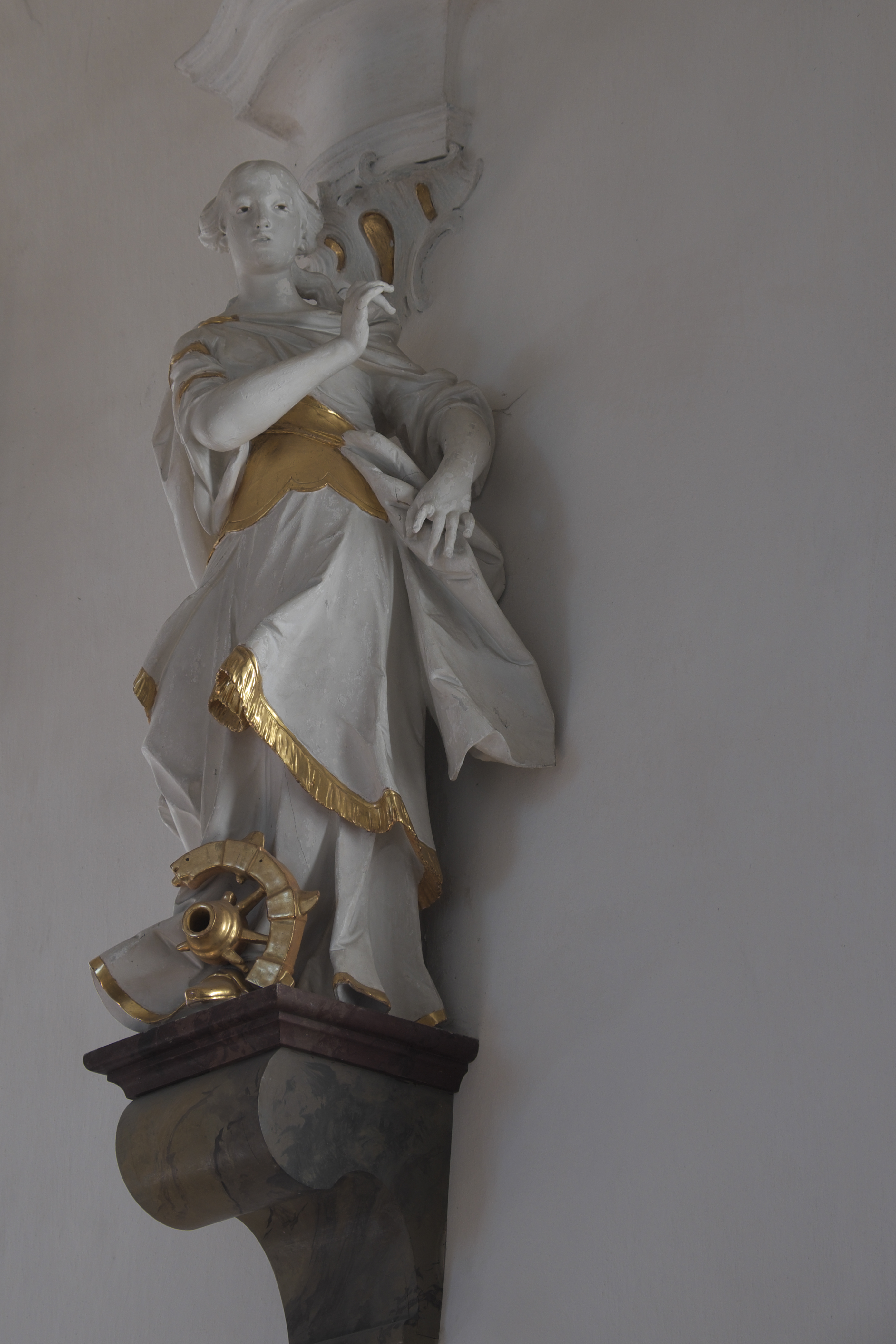
Heilige Katharina